# 영가군 (중국)
영가군(永嘉郡)은 남북조 시대에 설치되어 수나라 때까지 설치된 중국의 옛 군으로, 원저우 시와 리수이 시 일대에 설치되었다.

## 동진~남제
323년(동진 명제 태녕 원년) 임해군에서 온교령 이남에 있던 영녕, 안고, 송양, 횡양 4현이 영가군으로 분리되었다. 454년(유송 문제 효건 원년)부터 459년(유송 효무제 대명 3년), 464년(유송 효무제 대명 8년)부터 465년(유송 전폐제 영광 원년)까지 총 7년 동안 일시적으로 동양주가 신설되자 동양주의 속군이 되었다. 유송대 영가군은 5현 6,250호 36,680명을 거느렸다. 영가군으로부터 건강까지 수로로 2,800리, 육로로 2,640리 거리였다.
| 현명   | 한자   | 대략적 위치                           | 비고 |
| ------ | ------ | ------------------------------------- | --- |
| 영녕현 | 永寧縣 | 원저우시 루청구                       | 본래 장안현 동구향(東甌鄕)이었는데 138년(영화 3년)에 현으로 승격되었다. 영가군이 신설된 이후 태수의 치소가 있었다.                                                             |
| 안고현 | 安固縣 | 원저우시 뤼안시 용성촌(龍星村) 일대   | 222년(손권 황무 원년) 장안현에서 분리신설되었다. 본래 이름은 나양현(羅陽縣)이었지만 268년(오 말제 보정 3년) 안양현(安陽縣)으로 개명되었고, 280년에 지금의 이름으로 개명되었다. |
| 송양현 | 松陽縣 | 리수이 시 쑹양 현 서북 고시진(古市镇) | 203년(후한 헌제 건안 8년)에 신설되었다. |
| 낙성현 | 樂成縣 | 원저우시 웨칭시                       | 374년(동진 효무제 영강 3년) 영녕현에서 분리신설되었다. |
| 횡양현 | 橫陽縣 | 원저우시 핑양현                       | 283년(서진 무제 태강 4년) 안고현의 황서선둔(橫藇船屯)이 시양현(始陽縣)으로 분리되었다. 284년(서진 무제 태강 5년) 시양현에서 지금의 이름으로 개명되었다.                        |

## 양 ~ 수
562년(진 문제 천가 3년) 폐지된 동양주가 재설치되면서 동양주로 내속되었다. 589년(수 문제 개황 9년) 수나라가 진나라를 정복한 이후, 주현제가 실시되면서 폐지되었고, 그 땅에는 임해군 땅과 함께 처주(處州)로 분리되었다. 처주는 600년(개황 20년)에 '괄주(括州)'로 개칭되었다가 607년(수 양제 대업 3년) 군현제를 재실시하면서 영가군으로 개명되었다. 수나라의 영가군은 4현 10,542호를 거느렸다.
| 현명   | 한자   | 대략적 위치              | 비고                                                                |
| ------ | ------ | ------------------------ | ------------------------------------------------------------------- |
| 영가현 | 英嘉縣 | 저장성 원저우 시         | 영녕현, 안고현, 횡양현, 낙성현을 통폐합하여 만들었다.               |
| 괄창현 | 括苍县 | 저장성 리수이 시 롄두 구 | 589년 (개황 9년)에 신설되었다.                                      |
| 임해현 | 臨海縣 | 저장성 타이저우 시       | 구 임해군 지역에서 낙안현을 제외한 모든 군현을 통폐합하여 만들었다. |
| 송양현 | 松陽縣 | 변화없음                 |                                                                     |

## 당
621년(당 고조 무덕 4년) 이자통을 점령하면서 지금의 리수이 시일대가 처주(處州)로 분리되었고 622년(당 고조 무덕 5년) 동가주(東嘉州)를 설치했고 영가현, 영녕현, 안고현, 낙성현, 횡양현의 5현을 속현으로 두었고 지금의 리수이 시지역은 괄주로 분리되었다. 627년(당 태종 정관 원년), 동가주가 폐지되면서 속현들이 모두 괄주의 속현이 되었다. 675년(당 고종 상원 2년) 괄주에서 영가현과 안고현의 2개현으로 온주(溫州)를 신설했다. 742년(당 현종 천보 원년) 군현제를 실시하면서 영가군으로 개명되었고 758년(당 숙종 건원 원년) 주현제를 재개하면서 온주로 개명되었다.
본래 강남도에 속했지만 강남동도가 신설되자 강남동도로 편입되었고, 당말에는 절동관찰사(浙東觀察使)가 통치했다. 현의 경우 천보 연간에 4개 현을, 향의 경우 개원연간에 78향, 원화연간에 16향을 두었다.
개원연간에는 37,554호, 천보연간에는 42,814호 241,694명, 원화연간에는 8,414호를 거느렸다.
개원연간에는 면(綿), 모시(紵), 포(布), 상어(鮫魚)가죽 30장(張)을 바쳤지만, 원화연간에는 상어가죽만을 공납으로 바쳤다.
| 현명   | 한자   | 대략적 위치       | 비고 |
| ------ | ------ | ----------------- | --- |
| 영가현 | 永嘉縣 | 원저우 시         | 675년 기존의 현치소 북쪽에 새로운 치소가 설치되었다.                                                                                |
| 안고현 | 安固縣 | 원저우 시 뤼안 시 | 625년(당 고조 무덕 8년) 영가현에서 분리되어 동가주에 소속되었다. 627년 괄주에 통폐합되었다가 675년 온주가 복구되면서 온주에 속했다. |
| 횡양현 | 橫陽縣 | 원저우 시 핑양 현 | 622년 안고현에서 분리신설되었으나 627년 폐지되었다. 701년(대족 원년) 안고현에서 분리신설되었다.                                     |
| 낙성현 | 樂城縣 | 원저우 시 웨칭 시 | 622년 신설되었으나 624년(당 고조 무덕 7년)영가현으로 편입되었다. 689년(재초 원년) 영가현에서 분리되면서 복구되었다.                 |